# Naturpark Barnim
Naturpark Barnim er en naturpark og et reservat i delstaten Brandenburg, og delvist i Berlin, Tyskland. Den omfatter et område på 750 km2, og blev etableret den 24. september 1998.

## Oversigt
Parken ligger nord for Berlin i det centrale-nordlige Brandenburg, mellem byerne Oranienburg, Liebenwalde, Eberswalde og Bernau. Dens område er hovedsageligt udvidet i landkreis Barnim, og delvist i Oberhavel og Märkisch-Oderland. Den omfatter dele af nogle af Berliner-distrikterne Pankow og Reinickendorf; som Buch, Blankenfelde, Karow, Französisch Buchholz, Lübars og Hermsdorf.
Naturparken omfatter et areal på 750 kvadratkilometer, hvoraf 55% er skov, 32% bruges til landbrug og 3% er vand, herunder søen Arkenberger Baggersee. Resten er bebyggelse og landtransport. Det er den eneste naturpark i Berlin. I øst er der en gletsjerdal.
Besøgscentret i Barnim Naturpark er slået sammen med Landbrugsmuseet Wandlitz og ligger inde i Barnim Panorama.